# Hraniční přechod Jiříkov–Ebersbach
Hraniční přechod Jiříkov–Ebersbach (německy Grenzübergang Ebersbach–Jiříkov) je bývalý silniční hraniční přechod na česko-německé státní hranici na hraničním úseku III/16 mezi českým městem Jiříkov (okres Děčín, Ústecký kraj) a bývalým německým městem Ebersbach (část města Ebersbach-Neugersdorf, zemský okres Zhořelec, spolková země Sasko). Přechod leží v nadmořské výšce 364 m n. m. na silnici II/263. Před zrušením byl určen pro pěší, cyklisty a motoristy.
Hraniční přechod byl zrušen při vstupu České republiky do Schengenského prostoru v roce 2007. V případě dočasného znovuzavedení ochrany vnitřních hranic je provoz na hraničním přechodu upraven Sdělením Ministerstva vnitra č. 395/2021 Sb.